# بيتر بيكر
بيتر بيكر (بالألمانية: Peter Becker) (و. 1828 – 1904 م) هو رسام، من ألمانيا، ولد في فرانكفورت، توفي في زويست ألمانيا، عن عمر يناهز 76 عاماً.